# Móstoles
Móstoles a 2. legnépesebb település Madrid autonóm közösségben. Lakóinak száma kb. 207 095 (2018).

## Fekvése
Madrid központjától mintegy 18 kilométerre van Extremadura felé.

## Története
Sokáig csak egy kis falu volt, csak a 19. században indult gyors növekedésnek.
Móstoles történelmének legnagyobb alakja egy nő, Manuela Malasaña a napóleoni háborúk rendkívüli hőse; metróállomás, középiskola, sőt Madrid egyik kis negyedének is névadója.

## Egyetem
Móstoles ad helyet a János Károly Egyetem kampuszának.

## Népesség
Móstolesnek 2010-ben mintegy 200.000 lakosa volt.

## Fő látnivalói

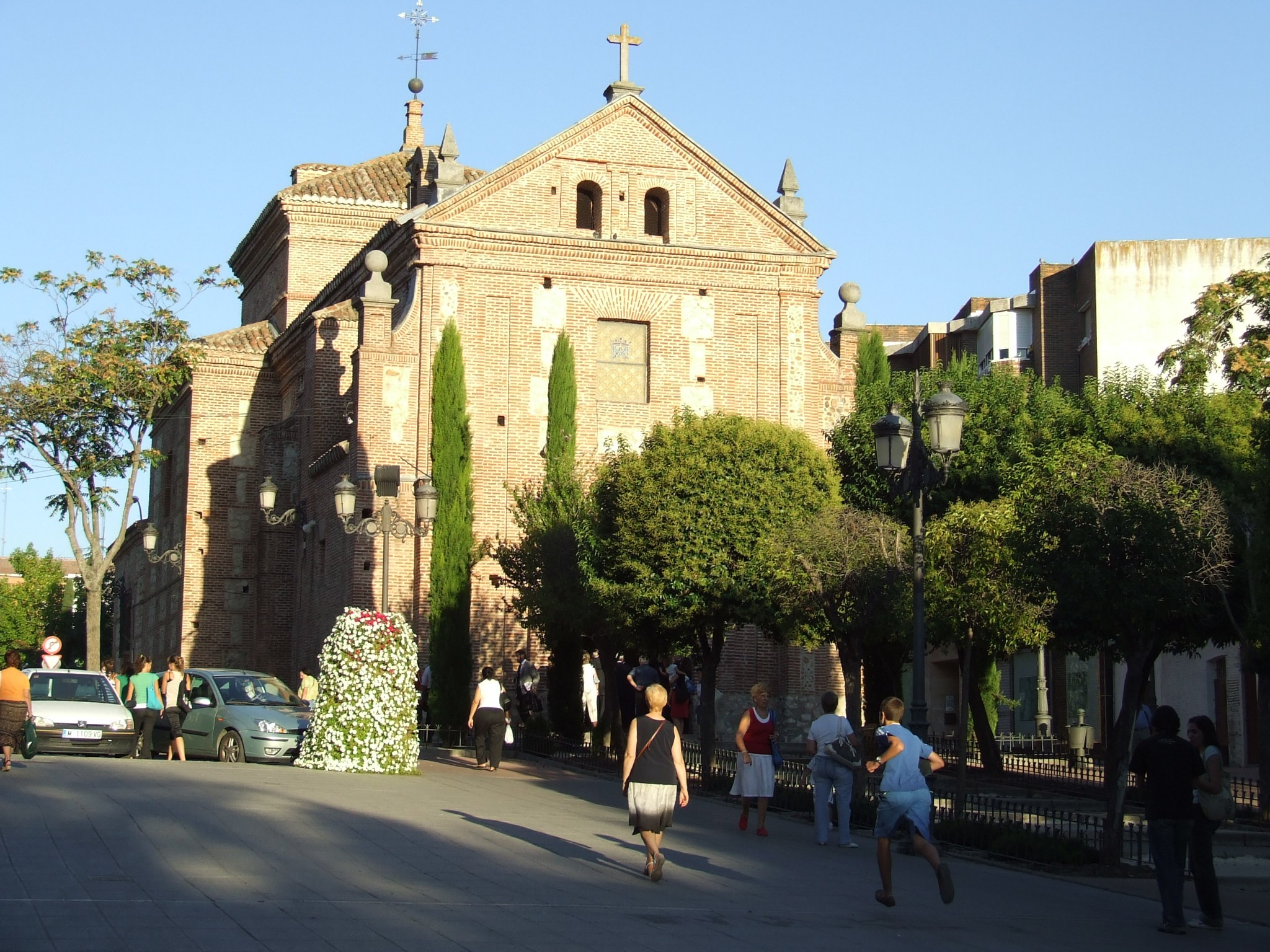
Kolostor

Móstoles pár legfontosabb látnivalója: a mudéjar-stílusú La Asunción templom, a barokk La Virgen de los Santos kolostor és a Pradillo tér.

## Nevezetes emberek
Itt született 1981-ben Iker Casillas spanyol válogatott labdarúgó-kapus.

## Közlekedés
Móstoles legjobb közlekedési megközelítése Madrid közvetlen elővárosán, Alcorcónon át a legjobb. Tömegközlekedéssel a 12-es metró, vagy a Cercanía-5 ingavonat ("közelvonat") a legáltalánosabb megoldás, de buszok is járnak az Extremadura és Lisszabon felé vezető Autovía del Suroeste úton.

## Sportélete
CD Móstoles labdarúgó-klub.